# CHI Health Center Omaha
Le CHI Health Center Omaha est une salle omnisports et un centre de conférence situé à Omaha dans le Nebraska.
Sa capacité est de 17 560 places pour le basket-ball, 16 680 pour le hockey sur glace et 18 300 pour les concerts. La salle dispose de 32 suites de luxe et 1100 sièges de club.

## Histoire
En 2000, les électeurs d'Omaha ont approuvé une obligation de 216 millions de dollars pour construire un nouveau centre de convention et une salle de sports ; le reste du financement de 291 millions de dollars a été fourni par des individus et des organismes privés. Les droits d'appellation de l'arène ont été achetés par Qwest ; Qwest Center Omaha est ouvert en septembre 2003 avec une première capacité de 17 000 places pour des concerts, de 15 500 pour le basket-ball, et de 14 700 pour le hockey sur glace. Une extension de 5,7 millions $ de dollars du Qwest Center par l'addition d'environ 1500 sièges a commencé en mai 2006 et a été accomplie en septembre de la même année.
Le 1er septembre 2018, le nom de l'aréna a été changé pour CHI Health Center Omaha. Cela fait suite à un accord de sponsoring avec la société hospitalière CHI Health basée dans le pays.

## Événements
- American Idol's Live Tour 2007, 3 août 2007
- Premier et second tours du Championnat NCAA de basket-ball, 20 et 22 mars 2008
- Épreuves olympiques d'été (USA Swimming), étés 2008, 2012 et 2016
- WWE Judgment Day, 18 mai 2008
- Final Four du Championnat NCAA de volley-ball féminin, 18 et 20 décembre 2008 ; 17 et 19 décembre 2015
- Concert d'AC/DC, 15 janvier 2009
- Concert de Demi Lovato (Demi Lovato: Live In Concert), 15 août 2009
- Concert de Taylor Swift dans le cadre de son Red Tour, 13 et 14 mars 2013
- Raw du 3 février 2014
- Concert de Demi Lovato (The Neon Lights Tour), 16 mars 2014
- Concert de Lady Gaga pour sa tournée The Joanne World Tour le 19 août 2017

## Galerie

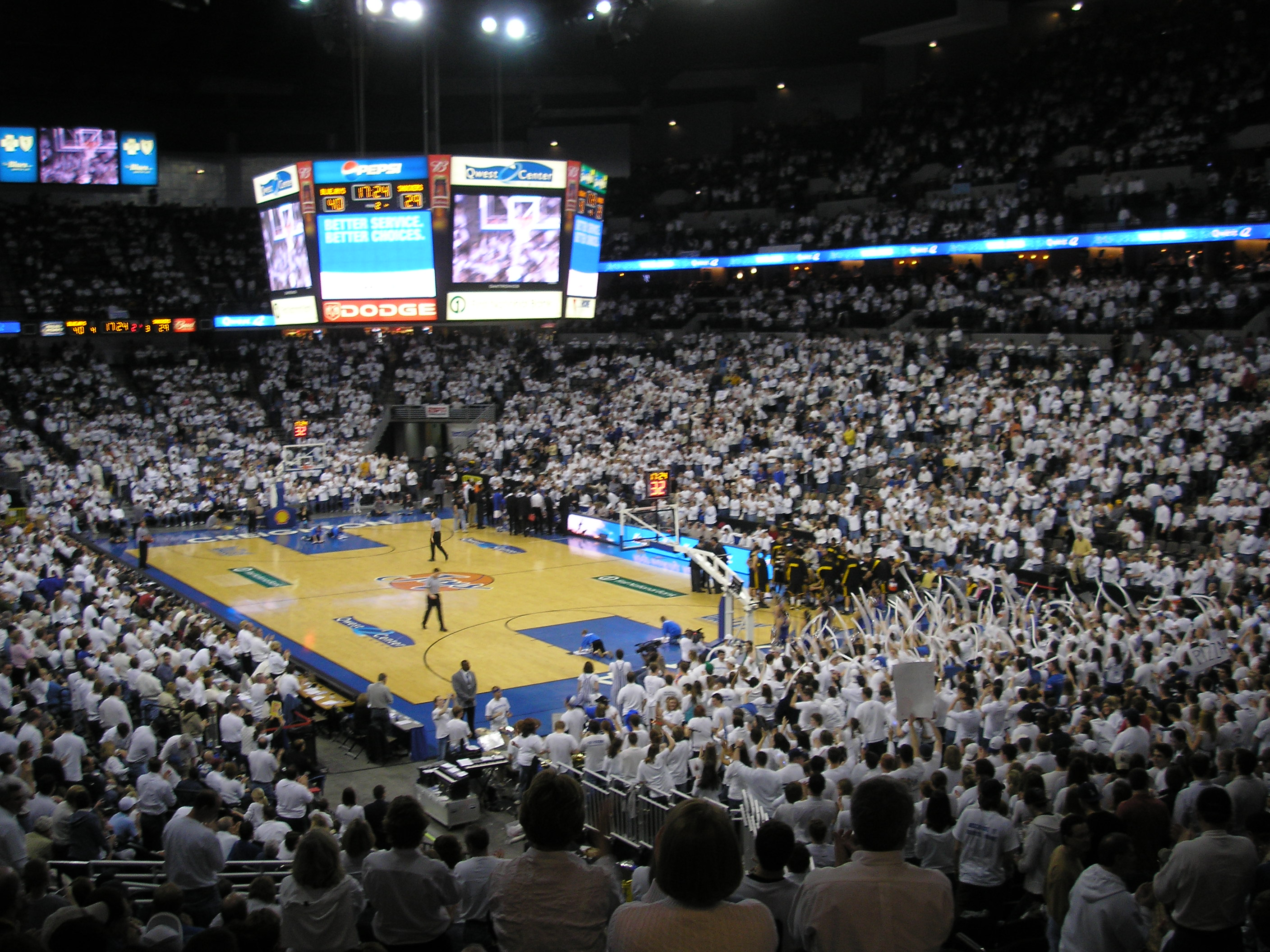
CHI Health Center Omaha